# ستريت فايتر: 30 أنيفيرساري كولكشن
ستريت فايتر: 30 أنيفيرساري كولكشن (بالإنجليزية: Street Fighter 30th Anniversary Collection)‏، هي لعبة فيديو من إنتاج ونشر شركة كابكوم اليابانية، سوف تصدر اللعبة يوم 29 مايو 2018، وستعمل على منصات بلاي ستيشن 4، إكس بوكس ون، مايكروسوفت ويندوز ونينتندو سويتش، وهي إصدار لذكرى 30 عاماً على إصدار لعبة ستريت فايتر 2.

## وصلات خارجية
- الموقع الرسمي